# Polityka prorodzinna
Polityka prorodzinna – polityka mająca na celu dobro rodziny i społeczeństwa. Jej przesłanki tkwią w założeniach światopoglądowych, uznających rodzinę za najważniejszą komórkę w społeczeństwie, która odgrywa podstawową rolę w procesie wychowywania dzieci i młodzieży.
Polityka prorodzinna polega na próbie tworzenia przez państwo (samorząd terytorialny itp.) rodzinom odpowiednich warunków ekonomicznych. Obejmuje stosowanie ulg podatkowych, płacowych dodatków i zasiłków dla osób utrzymujących rodziny i dzieci, stosowanie preferencji kredytowych dla młodych małżeństw, zapewnianie mniej zamożnym rodzinom mieszkań w budownictwie publicznym, zapewnienie bezpłatnej opieki zdrowotnej dla matek i dzieci, preferencje w uzyskaniu pracy oraz jej ochronę dla pracujących matek itp.
Polityka prorodzinna stanowi część wielu działów polityki ekonomicznej (fiskalnej, zatrudnienia, socjalnej, mieszkaniowej, edukacyjnej itd.).
Polityka prorodzinna w pełni pozostawia rodzinom decyzje w sprawie dzietności, starając się jednocześnie tworzyć dzieciom warunki do zdobywania wiedzy, rozwoju, awansu i dobrobytu, a w skali narodowej – zapewnić prostą reprodukcję ludności i jej zdrową strukturę wiekową.
Ważną część polityki prorodzinnej stanowi polityka pronatalistyczna, która polega na tworzeniu przez państwo różnorodnych zachęt moralnych i materialnych do zwiększania liczby dzieci w rodzinie. Otacza też szczególną opieką rodziny wielodzietne.
Przykładem polityki prorodzinnej może być polityka Francji prowadzona po wielkich stratach poniesionych w czasie I wojny światowej, w Polsce zasiłek porodowy popularnie zwany becikowym, a na Węgrzech długi pełnopłatny urlop macierzyński.